# Castillo de Aremberg
El castillo de Aremberg (en alemán: Burg Aremberg) es un castillo medieval en ruinas situado en la colina de Aremberg, en las colinas de Ahr, en la región alemana de Eifel. Las ruinas se encuentran cerca de Aremberg, en el distrito de Ahrweiler, en el estado alemán de Renania-Palatinado.

## Ubicación
Las ruinas del castillo se encuentran en la montaña densamente arbolada de Aremberg (623,8 m sobre el nivel del mar (NHN),) uno de los mayores volcanes terciarios del Eifel, en las proximidades del asentamiento de Aremberg. El pueblo propiamente dicho se encuentra en la ladera occidental de la montaña, por debajo de la cúpula de la cumbre.

## Emplazamiento del castillo
El castillo se menciona por primera vez en 1166, entonces con el nombre de Arberg. En el siglo XII se construyó un castillo en la montaña porque era un buen emplazamiento estratégico.
El castillo de Aremberg fue el corazón de la homónima baronía de Arenberg, de origen imperial, cuya familia aún hoy prospera en Bélgica y Sudamérica y posee una gran fortuna. Aunque la baronía era muy pequeña en extensión, muchos miembros de la familia consiguieron ejercer gran influencia en la corte de Viena, de modo que la familia fue elevada de condes a príncipes y finalmente a duques. Los escasos restos actuales del castillo apenas reflejan nada del estatus de la familia.
Tras el ascenso de la familia en los estratos sociales, el complejo del castillo se amplió a lo largo de 18 años hasta convertirse en una fortaleza de enormes proporciones que, hacia 1670, abarcaba todo Aremberg. Era tan poderoso que las tropas de Luis XIV no se atrevían a atacarlo porque se consideraba inexpugnable. El duque despidió a sus tropas de guarnición en 1679 tras el Tratado de Nimega, una medida que resultó fatal. Tres años más tarde, durante la guerra de las Reuniones, el castillo fue tomado casi sin defensa por tropas francesas. Los franceses planeaban ampliar la fortaleza y utilizarla ellos mismos. Pero se produjo un grave accidente cuando una detonación mal planificada alteró considerablemente el suministro de agua de la zona. Como consecuencia, todos los pozos del castillo se secaron. Por este motivo, sus ocupantes abandonaron el castillo al cabo de sólo un año. La propia fortaleza fue entonces volada por los aires e inutilizada.

## Castillo
Hacia 1720, los duques reconstruyeron el castillo y lo convirtieron en palacio. El 13 de octubre de 1794 llegó el siguiente contratiempo. Como anticipo de las excentricidades de las tropas revolucionarias francesas, un soldado francés exigió que su general, un comisario y varios oficiales se alojaran en el castillo. Como consecuencia, el duque y su familia trasladaron su hacienda a los Países Bajos. Finalmente, en 1803, Jean Gaspard Villmart compró el "castillo del Aremberg" y lo mandó demoler en 1809. Se conservan restos de todas las épocas de construcción, como el foso y la ladera, los bastiones de la fortaleza, así como doce tilos en el antiguo jardín del castillo.

## Torre mirador
Pocos años después de la demolición, Gottfried Kinkel visitó el campo de ruinas y esta visión, junto con la abyecta pobreza de los aldeanos de Aremberg, le llenó de angustia porque el otrora floreciente asentamiento se había convertido en un pueblo pobre. Más tarde lo relató en su libro Die Ahr (1846). En 1854, en los terrenos del antiguo castillo se construyó una torre mirador de unos 17 m de altura, que se alza cerca de un punto de la montaña de 623 m. Se construyó con la piedra del antiguo complejo del castillo. Debido al crecimiento de los árboles, hace décadas que no se utiliza como torre mirador. Asimismo, el museo que había en ella ya no existe. Hoy en día, la torre está cerrada con llave.